# Фазовая самомодуляция
Фазовая самомодуляция (ФСМ) — нелинейный оптический эффект, заключающийся в зависимости фазы импульса от его интенсивности вследствие тех или иных нелинейных эффектов (например, эффекта Керра). ФСМ важен при изучении свойств таких оптических систем, как лазеры и ВОЛС. Его следствиями являются самофокусировка и самодефокусировка света.

## Теория

Импульс (верхняя кривая) распространяется в нелинейной среде, испытывая фазовый сдвиг при ФСМ (нижняя кривая). Передний фронт импульса смещается к низким частотам, а задний — к высоким. Вблизи максимума интенсивности импульса изменение фазы почти линейно.

В качестве примера рассмотрим распространение сверхкороткого монохроматического импульса гауссовой формы с частотой {\displaystyle \omega _{0}} в веществе. Дальнейший анализ сохраняет справедливость для импульсов иной формы (например, с профилем sech2). Его интенсивность как функцию времени можно представить в виде:
{\displaystyle I(t)=I_{0}\exp \left(-{\frac {t^{2}}{\tau ^{2}}}\right),}
где {\displaystyle I_{0}} — максимальная интенсивность;
{\displaystyle 2\tau } — ширина импульса на уровне {\displaystyle 1/e.}
Согласно эффекту Керра, во время его распространения коэффициент преломления в каждой точке среды будет функцией интенсивности в этой точке:
{\displaystyle n(I)=n_{0}+n_{2}\cdot I,}
где {\displaystyle n_{0}} — линейная часть показателя преломления;
{\displaystyle n_{2}} — нелинейная часть показателя преломления второго порядка.
В зависимости от знака {\displaystyle n_{2}} будет наблюдаться самофокусировка или самодефокусировка.
Далее рассматривается пример {\displaystyle n_{2}>0,} соответствующий самофокусировке. В каждой точке тела интенсивность импульса вначале будет нарастать, а затем спадать. Это приведет к модуляции показателя преломления во времени:
{\displaystyle {\frac {dn(I)}{dt}}=n_{2}{\frac {dI}{dt}}=n_{2}\cdot I_{0}\cdot {\frac {-2t}{\tau ^{2}}}\cdot \exp \left({\frac {-t^{2}}{\tau ^{2}}}\right).}
Вследствие зависимости волнового числа от показателя преломления, получим изменение фазы:
{\displaystyle \phi (t)=\omega _{0}t-kL=\omega _{0}t-{\frac {2\pi }{\lambda _{0}}}\cdot n(I)L,}
где {\displaystyle \lambda _{0}} — длина волны в вакууме;
{\displaystyle L} — расстояние, пройденное импульсом.
Фазовый сдвиг проявляется в изменении частоты в областях импульса с различной интенсивностью, что можно выразить зависимостью частоты от времени. «Мгновенная» частота имеет вид:
{\displaystyle \omega (t)={\frac {d\phi (t)}{dt}}=\omega _{0}-{\frac {2\pi L}{\lambda _{0}}}{\frac {dn(I)}{dt}},}
что можно переписать как:
{\displaystyle \omega (t)=\omega _{0}+{\frac {4\pi Ln_{2}I_{0}}{\lambda _{0}\tau ^{2}}}\cdot t\cdot \exp \left({\frac {-t^{2}}{\tau ^{2}}}\right).}
Вблизи максимума интенсивности частота изменяется практически линейно, что можно представить в виде:
{\displaystyle \omega (t)=\omega _{0}+\alpha \cdot t,}
где {\displaystyle \alpha =\left.{\frac {d\omega }{dt}}\right|_{0}={\frac {4\pi Ln_{2}I_{0}}{\lambda _{0}\tau ^{2}}}.}
График зависимости частоты от времени иллюстрирует синий сдвиг заднего фронта (увеличение частоты) и красный переднего (уменьшение частоты). Полученный эффект ускорения заднего фронта и замедления переднего иллюстрирует сжатие оптических импульсов. В импульсах достаточной мощности может наблюдаться баланс между сжимающей импульс нелинейностью и противоположно влияющей дисперсией, в общем случае приводящей к уширению импульса. Полученный таким образом профиль импульса является оптическим солитоном.

## Методы подавления явления в системах уплотнения спектра
В магистральных и одноканальных системах уплотнения спектра ФСМ является одним из основных ограничивающих факторов нелинейной оптики, снижающих скорость передачи. Его влияние уменьшают несколькими способами:
- уменьшение мощности при увеличении шумов;
- изменение дисперсии.

## ФСМ в оптических волокнах
Фазовая самомодуляция может играть позитивную и негативную роль при передачи информации по ВОЛС. К негативным аспектам относится возможность уширения импульса и влияние на его стабильность. С другой стороны изменение спектра импульса может быть использовано для оптического переключения и получения сигналов меньшей длительности. С её помощью можно улучшить усиление радиочастот в микроволновых оптических линиях связи.

## Следствия

### Самофокусировка
Под воздействием интенсивного светового пучка исходно оптически однородная среда, где он распространяется, может выступать как фокусирующая линза. Это явление было теоретически было предсказано Г. А. Аскарьяном в 1962 году и впервые наблюдалось Н. Ф. Пилипецким и А. Р. Рустамовым в 1965 году.